# Баташки водносилов път
Баташкият водносилов път  е една от първите хидроенергийни каскади в България. Изградени са общо пет големи язовира. Водите събирани от водосборния район задвижват три водноелектрически централи – ВЕЦ Батак, ВЕЦ Пещера и ВЕЦ Алеко с обща мощност 226 MW и произвеждат средно годишно по 796 000 000 kWh електрическа енергия. Официалното откриване на цялата система се извършва на 6 септември 1959 г.
Каскадата включва три основни и четири по-малки водохранилища, три водноелектрически централи и два пояса от събирателни деривации. Водосборната ѝ област е с площ 761 квадратни километра и надморска височина от 2186 метра на връх Голяма Сюткя до 452 метра при град Пещера.

## Структура

### Първо стъпало
Първото стъпало на каскадата включва съоръженията, разположени над кота 1520 метра, които са обособени в два хидровъзела – „Широка поляна“ и „Голям Беглик“.

#### Хидровъзел „Широка поляна“
Хидровъзел „Широка поляна“ е система от съоръжения, улавящи води от високите части на водосборните области на реките Доспат и Въча. Първоначално се планира системата да захранва с води каскадата „Доспат-Въча“, но впоследствие е решено, че е по-ефективно те да се прехвърлят към Баташкия водносилов път. Хидровъзелът е изграден през 1959 – 1962 година.
Хидровъзелът събира води от система водохващания и деривации, част от които преминават през три малки изравнителя:
- „Дженевра“ – дневен изравнител на помпена станция, прехвърляща водите към язовир „Широка поляна“, с обем 90 хил. m³. Има стена със смесена конструкция (бетонногравитачна и каменнонасипна) с височина 6,4 m и дължина на короната 73,5 m.
- „Караджа дере“ (в област Смолян) – седмичен изравнител на помпена станция, прехвърляща водите към язовир „Блатото“, с обем 121 хил. m³. Има каменнонасипна стена с глинено ядро, височина 17,8 m и дължина на короната 71 m.
- „Блатото“ – седмичен изравнител прехвърлящ води към язовир „Широка поляна“, с обем 122 хил. m³. Има каменнонасипна стена с височина 9,2 m и дължина на короната 50 m.

Самият язовир „Широка поляна“ заема предишна пасищна долина и е образуван с изграждането на 5 отделни стени в различни негови краища:
- Бетонногравитачна стена на река Киреева с височина 21,2 m и дължина на короната 80 m
- Земнонасипна стена с височина 15,7 m и дължина на короната 186 m
- Земнонасипно-зидана стена с височина 3,8 m и дължина на короната 57 m
- Земнонасипно-зидана стена с височина 2,7 m и дължина на короната 38 m
- Земнонасипна стена с височина 3,55 m и дължина на короната 137 m

Заливната площ на язовира е 4,3 km², а завиреният обем – 24 млн. m³. Езерото е сравнително плитко, със средна дълбочина 6 m. Язовир „Широка поляна“ е свързан като скачен съд с язовир „Голям Беглик“ чрез тунелна деривация, по която водите му се прехвърлят към Баташкия водносилов път.

#### Хидровъзел „Голям Беглик“
Основното съоръжение на хидровъзела и на първото стъпало е язовир „Голям Беглик“, изграден през 1946 – 1951 година по течението на Крива река, приток на Девинска река. Той има каменнозидана стена с височина 46,50 m и дълга 191 m корона, разположена на кота 1528,5 m. Язовирът служи за годишен изравнител на каскадата и има общ обем от 62,1 милиона кубични метра. В него се вливат водите от събирателна деривация „Беглика“ (с дължина 7,9 km и капацитет 3,90 m³/s, събира води от притоци на Беглишка река). При левия бряг на язовир „Голям Беглик“ започва главната напорна деривация на ВЕЦ „Батак“, която има кръгло сечение с диаметър 2,40 метра, капацитет 13,6 m³/s и дължина 11,7 километра.
Под „Голям Беглик“ са разположени по-малките язовири „Беглика“ и „Тошков чарк“, построени през 1954 – 1956 година. „Беглика“ се намира непосредствено под стената на язовир „Голям Беглик“ и служи за сезонно изравняване на водите от водосбора на Беглишка река под Събирателна деривация „Беглика“. Има бетонна гравитачна стена с дължина на короната 73,5 метра и височина 18,3 метра, а язовирното езеро има общ обем 1,6 милиона кубични метра. „Тошков чарк“ е разположен е на Девинска река и служи за годишно изравняване на водите от нейния водосбор под Събирателна деривация „Гашна“. Има каменнозидана язовирна стена със стоманен екран, дължина на короната 82,2 метра и височина 21,6 метра, а язовирното езеро е с общ обем 1,8 милиона кубични метра.
Язовирите „Беглика“ и „Тошков чарк“ са оборудвани с помпени станции, чрез които водите им се нагнетяват в главната напорна деривация на ВЕЦ „Батак“. По подобен начин в главната напорна деривация се заустват събирателните деривации „Гашна“ (с дължина 13,7 km и капацитет 3,86 m³/s, събира води от левите притоци на Девинска река), „Черна“ (с дължина 10,1 km и капацитет 0,84 m³/s, събира води от притоци на реките Черна и Семералан) и „Бяла“ (с дължина 6,6 km и капацитет 0,32 m³/s, събира води от река Бяла и притоците ѝ). По този начин тези води или се подават надолу към централата, или се изкачват към язовир „Голям Беглик“ в горния край на главната напорна деривация.
В долния край на хидровъзела се намира ВЕЦ „Батак“, която е завършена през 1958 година и е първата подземна електроцентрала в България. Използва бруто пад 420,5 m и водно количество 13,6 m3/s. В машинната зала са монтирани четири групи пелтонови турбини на вертикални оси с обща инсталирана мощност 46,8 MW.

### Второ стъпало
Второто стъпало започва под ВЕЦ „Батак“, като отработените от централата води се отвеждат по дълга 3 километра безнапорна деривация със сечение 2,80 х 2,80 m до събирателна деривация „Нова махала“ (събираща води от притоци на Стара река южно от Батак), която след това се влива в язовир „Батак“. В язовира се вливат още събирателните деривации „Бистрица“ (от притоци на Чепинска река южно то Велинград) и „Равногор“ (от притоци на Стара река южно от Пещера и Брацигово) с вливащия се в нея канал „Фотински“ (от басейна на Въча), реките Бяла и Черна и няколко по-малки канала.
Язовир „Батак“ е основният изравнителен водоем на цялата каскада Баташки водносилов път. Построен е през 1954 – 1959 година и има две язовирни стени. Основната е земнонасипна с височина 35 m и дължина на короната 273 m, в близост до която се намират траншеен преливник с капацитет 14 m³/s на левия бряг и основен изпускател в тунел с капацитет 90 m³/s на десния бряг. Контрастената в местността „Куилото“ е кръгова в план (с радиус 500 m и централен ъгъл 45°) с височина 9,5 m и дължина на короната 363 m. Обемът на езерото е 310 млн. m³, а залятата площ – 21,4 km². Водите на язовир „Батак“ се отвеждат по дълъг 3 километра напорен тунел към ВЕЦ „Пещера“.
ВЕЦ „Пещера“ е в експлоатация от 1959 г. Тя е подземна електроцентрала с 5 агрегата на хоризонтални синхронизирани генератори, всеки задвижван от по две турбини „Пелтон“. Първоначално инсталираната мощност на централата е 128 MW, но при реконструкция в края на 90-те години на XX век е увеличена на 136 MW. Проектното годишно производство на централата е 444 GWh, а реалното за периода 1963 – 2009 година – 280 GWh.

### Трето стъпало
Третото стъпало включва водохващането на Стара река, заедно с деривациите и изравнителите на ВЕЦ „Алеко“, разположен при село Алеко Константиново и въведен в експлоатация през 1959 година. Водите от водохващането и горните стъпала на каскадата се подават по главния деривационен безнапорен канал с дължина 9932 m и сечение 3,60×3,60 m към горния дневен изравнител, който има стоманобетонна стена и обем 170 хил. m³.
По напорен тръбопровод и бруто пад 272 m водното количество от 30 m3/s задвижва три вертикални агрегата с турбини „Францис“. Електропроизводството се осъществява от синхронни генератори с напрежение 10,5 kV с обща мощност 64,8 MW. Отработените води постъпват в долен дневен изравнител с обем 280 хил. m³ и по канал се насочват за ползване в Пазарджишко-Пловдивското поле с възможност за напояване до 400 000 дка земеделска земя.

## История
Идеята за оползотворяване на водите в района на Баташкия водносилов път за пръв път е отбелязана през 1920 година, когато Иван Мавров в своята публикация „Водните сили на България и тяхното използване“ предлага изграждането на язовирна стена при днешния язовир „Батак“. Водният синдикат „Въча“ лобира за изграждане на язовира, от който да се прехвърлят през лятото допълнителни води към тяхната електроцентрала на река Въча, но проектът остава нереализиран. През 30-те години тази идея се лансира от инж. Тодор Романов.
Проучвания за изграждането на язовира започват през 1945 година. В резултат на тях положението на стената се измества спрямо първоначалната идея на Иван Мавров. Строителството му започва през есента на 1946 година.
През 1947 г. по идея на главния директор на Главна дирекция електрификация на България (ГДЕБ) инж. Марин Калбуров, се провежда конкурс за цялостното оползотворяване водите на реките Чая, Въча, Стара река, Елидере, Сестримска река и Марица. От конкурсните материали се оформя идеята за възможно проектиране на три главни каскади „Доспат-Девин-Кричим“, „Баташки водносилов път“ и „Сестримска каскада“.
Идеята и техническия проект за целия Баташки водносилов път е разработен от „Енергохидропроект“ през периода 1951 – 1955 г. Проектът е разработен от проф. инж. Димо Велев, инж. Кирил Григоров, инж. Гичев и др. Главни проектанти на отделните елементи от каскадата са инж. Димитър Добрев (ВЕЦ „Пещера“), ел. инж. Ангел Чучулев и инж. Петър Петров (ВЕЦ „Батак“) и инж. Александър Алексиев (ВЕЦ „Алеко“).
Строителството на Баташкия водносилов път се извършва от създаденото за целта предприятие към „Хидрострой“ с директор инж. Ангел Петърчев и гл. инженер Иван Масленков. Главната част от този комплекс се развива по поречието на Стара река. Водосборната област включва речният отток, водите от дъждове и снеготопеж. За обезпечаване на необходимото количество вода се строят събирателни канали с голяма дължина. Водосборната област е кръстосана със събирателни тунели и канали, чиято обща дължина възлиза на 165 km, от които тунели 72 km и 7 бр. дюкери с обща дължина 6450 m.
Трите централи на каскадата са рехабилитирани и модернизирани през 1996 – 2003 година, като капацитетът им е увеличен от 233 на 252 MW чрез монтаж на по-ефективни компоненти. Управлението им е автоматизирано и свързано с централно управление на националната мрежа, подобрени са изходните честотати и напрежения, процесът на задействане на централите до пълно натоварване е ускорен до 4 – 5 минути.